# Sátor

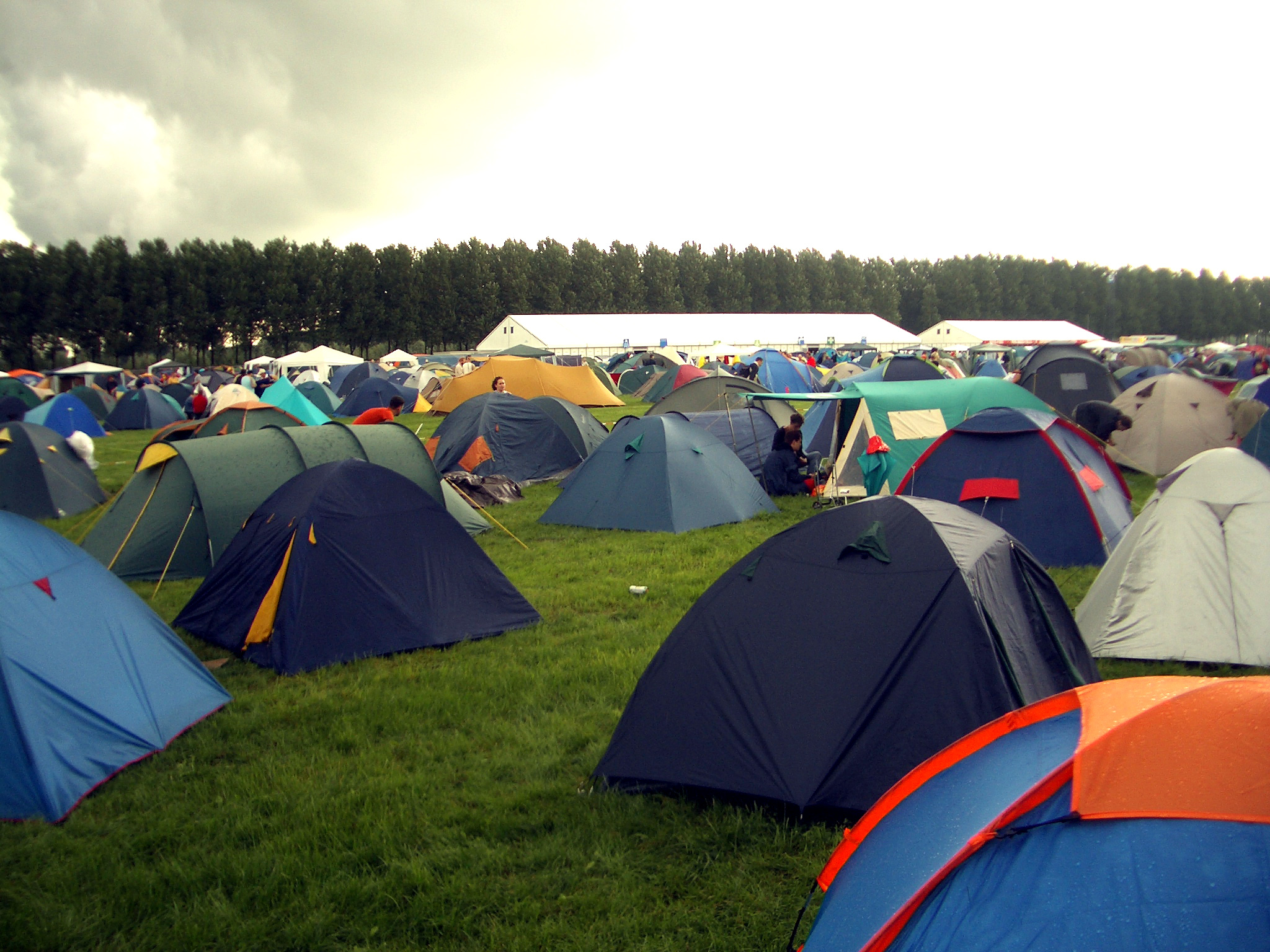
Sátrak egy táborhelyen

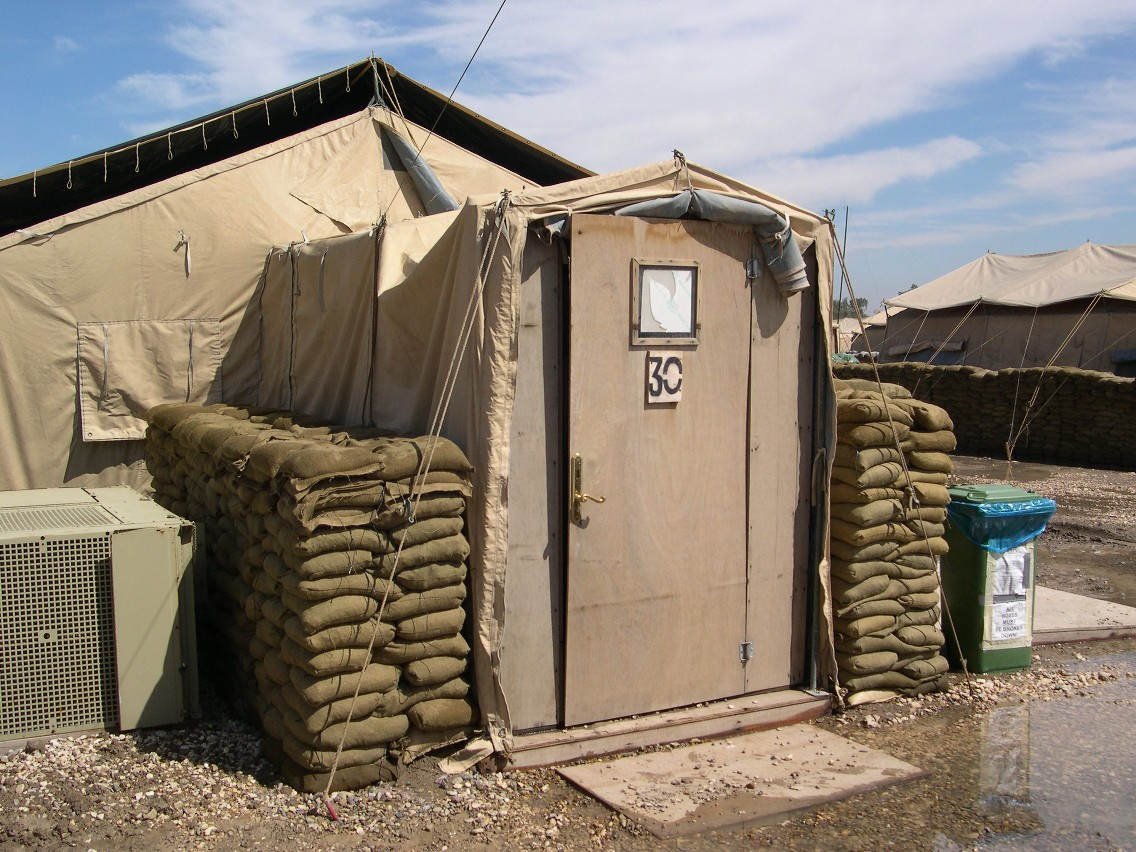
Speciális amerikai katonai sátor Bagdadban

A sátor ideiglenes tartózkodásra való, rudakkal kifeszített vászonból való lakóhely. A hadra kelt csapatok használatára kétfélenemű sátrak vannak, úgymint 10 és 30 emberre valók. A 10 emberre való sátor vázra feszített fedelét a talajon horogcövekkel erősítik meg. A 30 emberre való sátrak kúp alakú sátorfedéllel, két kerek oldalfallal és két sík, homlokszerűen emelkedő bejáratfallal vannak ellátva. Szabályszerűen csak a tábori egészségügyi intézeteknek és tábori pékműhelyeknek vannak sátrai.

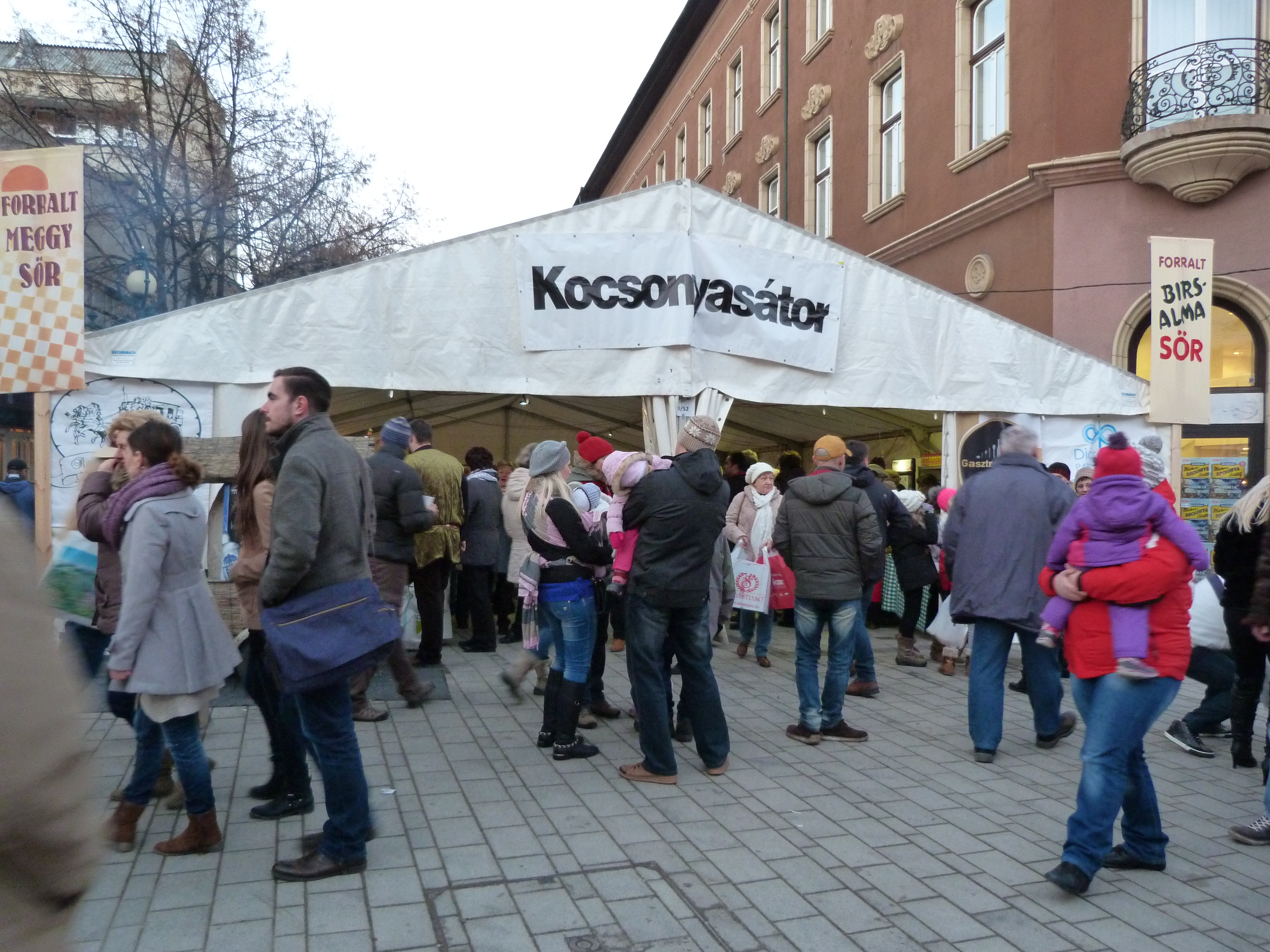
Kocsonyasátor a Miskolci Kocsonyafesztiválon - 2015

A rendszerváltást követően a fellendülő egyesületi élet, pártok és különféle szervezetek egyre több rendezvényt tartottak. Nagy nyilvánosságot kapott a lakiteleki sátor, melyet Lezsák Sándor állított fel a kertjében. Idővel általánossá vált a sátrak, ideiglenes építmények használata a vásárokkal, fesztiválokkal, politikai rendezvényekkel, tüntetésekkel kapcsolatosan.